# ماريو غولف: سوبر راش
ماريو غولف: سوبر راش (بالإنجليزية: Mario Golf: Super Rush)‏ هي لعبة فيديو غولف طورتها كامالوت سوفتوير بلانينغ ونشرتها نينتندو لنظام نينتندو سويتش. تعتبر ماريو غولف: سوبر راش سابع لعبة في سلسلة ماريو غولف بعد ماريو غولف: ورلد تور في 2014 وهي جزء من امتياز ماريو الأكبر. تتميز طريقة اللعب بشخصيات مختلفة من امتياز ماريو تتنافس في رياضة الغولف، مع منافسة منتظمة وأنماط أخرى. اُعلِنَ عن اللعبة عبر نينتندو دايركت في 17 فبراير 2021 وصدرت في جميع أنحاء العالم في 25 يونيو 2021.

## أسلوب اللعب
أسلوب اللعب الأساسي لماريو غولف: سوبر راش يمكن مقارنتها بالألعاب السابقة في سلسلة ماريو غولف.. من خلال قواعد الغولف التقليدية، فإن الهدف الأساسي للاعب هو إدخال الكرة في كل حفرة بأقل عدد ممكن من الضربات، باستخدام مضارب الغولف المختلفة المتاحة لهم. اللاعب الذي يكمل اللعبة بأقل عدد من الضربات هو الفائز بالمباراة في سياق المنافسة. تتوفر أدوات متعددة للاعبين لتحقيق فائدة إستراتيجية، مثل «مقياس التسديدة» الذي يوضح اتجاه ومنحنى الكرة مقابل المنحدرات وميزة المسح، والتي تسمح للاعب بتقييم ارتفاع التضاريس بشكل أفضل. تقدم اللعبة كلاً من أزرار التحكم التقليدية لأخذ التسديدات وأدوات التحكم في الحركة لمحاكاة ضرب الكرة بأرجوحة.
سبيد غولف، وهو وضع جديد لسلسلة ماريو غولف، يجب على اللاعبين إدخال الكرة في الحفرة في وقت واحد أمام خصومهم. بعد كل تأرجح، يركض اللاعبون عبر المسار نحو الكرة ليأخذوا تسديدتهم التالية، والتعامل مع لاعبين آخرين وعقبات على طول الطريق. كل شخصية في قائمة اللعبة لديها قدرات فريدة من نوعها في التسديد الخاص والاندفاع الخاص للاستفادة منها. على سبيل المثال، لويجي لديه القدرة على تجميد الأرض. وضع جديد آخر يسمى باتل غولف يظهر لأول مرة. يشبه وضع باتل غولف سرعة الجولف ميكانيكياً ولكنها تختلف من حيث أنها تقام في ملعب حلبة خاص حيث يتعين على اللاعبين إدخال الكرة في أي 3 حفر من الحفر التسعة المفتوحة أولاً للفوز.
بالإضافة إلى ذلك، تتميز اللعبة بوضع قصة بعنوان «غولف أدفنتشر» يتضمن عناصر لعبة تقمص أدوار مثل اكتساب الخبرة وتقدم الإحصائيات. يتحكم اللاعبون في المي القابلة للتخصيص الخاصة بهم عندما يصبحون طلابًا في نادٍ ريفي، ويتدربون، ويواجهون زملاء الدراسة من مملكة الفطر.

## التطوير
طورت اللعبة كامالوت سوفتوير بلانينغ ونشرتها نينتندو؛ أعلن عن اللعبة في عرض نينتندو دايركت في 17 فبراير 2021، وصدرت في جميع أنحاء العالم في 25 يونيو 2021. الأشخاص الذين طلبوا اللعبة مسبقًا حصلوا أيضًا على مجموعة دبوس حصرية. على الرغم من عدم تفصيله في إعلان اللعبة الأولي، اكتشف المشجعون أن الملك بوب-أومب، الرئيس الذي ظهر في سوبر ماريو 64، قد ذكرتها نينتندو بطريق الخطأ ليكون شخصية قابلة للعب على صفحة اللعبة الرسمية قبل تعديلها. كٌشِفَ لاحقًا رسميًا عن إدراج الملك بوب أومب في مقطع دعائي شامل جنبًا إلى جنب مع بولين وتشارجين وآخرين.

## التقييم
| التقييم |         |
| --- | ------- |
| مجموع النقاط المجموع نقاط ميتاكريتيك 75/100 نتائج المراجعة نشرة نقاط إلكترونك غيمينغ مونثلي 3/5 غيم إنفورمر 8.25/10 غيم سبوت 7/10 غيمز رادار 2.5/5 آي جي إن 6/10 جو فيديو 14/20 نينتندو لايف 7/10 بي سي ماغ 4/5 في جي 247 3/5 |         |
| مجموع النقاط |         |
| المجموع | نقاط    |
| ميتاكريتيك | 75/100  |
| نتائج المراجعة |         |
| نشرة | نقاط    |
| إلكترونك غيمينغ مونثلي | 3/5     |
| غيم إنفورمر | 8.25/10 |
| غيم سبوت | 7/10    |
| غيمز رادار | 2.5/5   |
| آي جي إن | 6/10    |
| جو فيديو | 14/20   |
| نينتندو لايف | 7/10    |
| بي سي ماغ | 4/5     |
| في جي 247 | 3/5     |

تلقت لعبة ماريو غولف: سوبر راش «تقييمات إيجابية بشكل عام» وفقًا لمجمع المراجعة، ميتاكريتيك.